# وزارة الخارجية وشؤون الكومنولث والتنمية (المملكة المتحدة)
وزارة الخارجية والكومنولث والتنمية (بالإنجليزية: Foreign, Commonwealth and Development Office)‏ هي الوزارة البريطانية المسؤولة عن الشؤون الخارجية.

## المسؤوليات
وفقًا لموقع وزارة الخارجية والتنمية، فإن المسؤوليات الرئيسية للوزارة (اعتبارًا من عام 2020) هي كما يلي:
- حماية الأمن الوطني للمملكة المتحدة من خلال مكافحة الإرهاب وانتشار الأسلحة، والعمل على الحد من الصراعات.
- تعزيز ازدهار المملكة المتحدة من خلال زيادة الصادرات والاستثمار وفتح الأسواق وضمان الوصول إلى الموارد وتعزيز النمو العالمي المستدام.
- دعم المواطنين البريطانيين في جميع أنحاء العالم من خلال الخدمات القنصلية الحديثة والفعالة.

بالإضافة إلى المسؤوليات المذكورة أعلاه، فإن وزارة الخارجية والتنمية مسؤولة عن الأقاليم البريطانية الخارجية، والتي كانت تُدار سابقًا من عام 1782 إلى عام 1801 من قبل وزارة الداخلية، ومن عام 1801 إلى عام 1854 من قبل وزارة الحرب والاستعمار، ومن عام 1854 إلى عام 1966 من قبل مكتب المستعمرات، ومن عام 1966 إلى عام 1968 من قبل مكتب الكومنولث، ومن عام 1968 إلى عام 2020 من قبل وزارة الخارجية والكومنولث، ومنذ عام 2020 من قبل وزارة الخارجية والكومنولث والتنمية (وهذا لا يشمل المحميات، التي كانت تندرج تحت اختصاص وزارة الخارجية، أو الهند البريطانية، التي كانت تُدار من قبل شركة الهند الشرقية حتى عام 1858، وبعد ذلك من قبل مكتب الهند). وكان هذا الترتيب موضع انتقاد في المملكة المتحدة والأقاليم الخارجية، على سبيل المثال، قال رئيس وزراء أنغيلا فيكتور بانكس: «نحن لسنا أجانب؛ ولا نحن أعضاء في الكومنولث، لذلك يجب أن يكون لدينا واجهة مختلفة مع المملكة المتحدة تقوم على الاحترام المتبادل». كانت هناك اقتراحات عديدة حول طرق تحسين العلاقة بين الأقاليم الخارجية والمملكة المتحدة. تضمنت الاقتراحات إنشاء إدارة مخصصة للتعامل مع العلاقات مع الأقاليم الخارجية، واستيعاب وزارة الخارجية في مكتب مجلس الوزراء، وبالتالي توفير اتصالات أفضل للأقاليم الخارجية بمركز الحكومة.

## قائمة الوزراء

### وزراء الدولة للشؤون الخارجية (1782–1968)
| الصورة | الوزير                                    | بداية الفترة   | نهاية الفترة   | الحزب                 | الوزارة (الحكومة)                                  | الملك                        |             |
| ------ | ----------------------------------------- | -------------- | -------------- | --------------------- | -------------------------------------------------- | ---------------------------- | ----------- |
|        | تشارلز جيمس فوكس                          | 27 مارس 1782   | 5 يوليو 1782   | حزب الأحرار البريطاني | وزارة روكنغهام الثانية                             | جورج الثالث                  | جورج الثالث |
|        | توماس روبنسون بارون جرانثام الثاني        | 13 يوليو 1782  | 2 أبريل 1783   | حزب الأحرار البريطاني | وزارة شيلبورن (يمين - محافظ)                       | جورج الثالث                  | جورج الثالث |
|        | تشارلز جيمس فوكس عضو البرلمان عن وستمنستر | 2 أبريل 1783   | 19 ديسمبر 1783 | حزب الأحرار البريطاني | تحالف فوكس-نورث (تشارلز جيمس فوكس - فريديريك نورث) | جورج الثالث                  | جورج الثالث |
|        | جورج نوجنت-تمبل-جرينفيل إيرل تمبل الثالث  | 19 ديسمبر 1783 | 23 ديسمبر 1783 | حزب المحافظين         | أول وزارة لويليام بيت الأصغر                       | أول وزارة لويليام بيت الأصغر | جورج الثالث |
|        |                                           |                |                |                       | أول وزارة لويليام بيت الأصغر                       | أول وزارة لويليام بيت الأصغر | جورج الثالث |

## وصلات خارجية
- وزارة الخارجية البريطانية (بالإنجليزية)
  - وزارة الخارجية البريطانية (بالعربية) - Announcements in Arabic